# Seznam proboštů a opatů benediktinského kláštera v Rajhradě
Seznam proboštů a opatů benediktinského kláštera v Rajhradě uvádí jména a roky působení proboštů a opatů benediktinského kláštera v Rajhradě.

## Probošti rajhradského kláštera (do roku 1813)
- 1062–1071: Maurus
- 1071–1088: Anonymus (Bogelatus?)
- 1088–? Jan I.
- 1210: Bogdal
- 1234–1236?: Pavel
- 1252–1253/1255: Martin I.
- 1300–1312: Viktorin
- 1313–1326: Tomáš
- 1327–1339: Jan II.
- 1339–1348: Vít
- 1349–1360: Nikolaus
- 1360–1366: Gallus
- 1366: Hodislav
- 1386: Benedikt
- 1400: Gregor
- 1417–1429: Soběslav
- 1429–1436: Markus
- 1436–1438: Trojan
- 1443–1449: Erasmus
- 1449: Petr I.
- 1449–1463: Henricus
- 1463–1479: Petr II.
- 1479–1481: Simeon
- 1483–1488: Vavřinec I.
- 1497: Stephanus
- 1499/1500: Petr III.
- 1500: Valentin I.
- 1500–1506: Vavřinec II.
- 1506–1510: Jakub I.
- 1510–1511: Heřman
- 1511–1529: Blažej z Hlohova (zavražděn pikharty)
- 1529–1532: Jan III.
- 1532–1537: Matyáš z Tachova
- 1537–1541: Jan IV.
- 1541–1549: Valentin II. Polonus
- 1549–1558: Dominik
- 1558–1559: Jan Chotovský z Chotova (administrátor, opat břevnovský)
- 1559–1562: Šebestián z Wartenbergu
- 1562–1563: Adam Polydorus (sesazen)
- 1563–1565: Martin II. Ratibořský z Pravdovic (pak opat břevnovský)
- 1565–1572: Václav Blešenský z Blešna
- 1572–1574: Jakub II. Drlík
- 1575–1607: Kryštof Soběkurský ze Soběkur a Lipice († 30.6. 1607)
- 1607–1613: Jan Michael Bilínský z Biliny (pak opat sázavský)
- 1613–1621: (Jan) Benno I. Falkus z Falkenbergu (předtím opat emauzský, pak opat břevnovský)
- 1621–1623: Daniel Benedikt Kornelius Kavka
- 1623–1643: Jiří Vojtěch Kotelík z Horštejna
- 1643–1651: Augustin Seifert (pak opat běvnovský)
- 1651–1653: Viktorin I. Badurius
- 1653–1655: Martin Raška, převor-administrátor
- 1655–1666: Jan V. Kašpar Wier
- 1666–1683: Celestin Arlet
- 1683–1686: Václav Horák, administrátor
- 1686–1690: Viktorín II. Reynold
- 1690–1692: Placidus Novotný
- 1692–1709: Augustin Benno II. Brančavský
- 1709–1744: Antonín Pirmus
- 1744–1749: Matouš Stehlík z Čenkova a Treustattu
- 1749–1756: Emilián Matějský
- 1756: Cyril Wagner
- 1756–1764: Josef Bonaventura Piter
- 1764–1812: Otmar Konrád
- 1812–1813: interregnum (převor Řehoř Sázavský)

## Opati a administrátoři rajhradského kláštera (po roce 1813)
- 1813–1831: Augustin Koch
- 1832–1854: Viktor Schlossar
- 1854–1883: Günther Jan Kalivoda
- 1883–1912: Benedikt Jan Karel Korčian
- 1912–1921: Prokop Bartoloměj Šup
- 1922–1936: Petr Hlobil
- 1937–1947: Alois Josef Kotyza
- 1947–1979: Václav Jan Pokorný (v roce 1950 v rámci akce K byl vypovězen spolu s řádovými spolubratry z kláštera)
- 1979–1990: vakance
- 1990–1997: Radim Valík, administrátor
- 1997–2019: Augustin Ladislav Gazda, převor-administrátor
- 2019–2021 Edmund Rudolf Wagenhofer, převor-administrátor
- od roku 2021: Maximilian Petr Krenn, vyšší představený[1]